# Martyrium: El ocaso de Roma
Martyrium: El ocaso de Roma es una novela histórica escrita por el historiador español Santiago Castellanos. Fue publicada el 1 de enero de 2012 por la editorial Ediciones B, y cuenta el ocaso de Roma hacia un nuevo mundo, enfocándose en el emperador Constantino I y el triunfo del cristianismo, pasando por historias conflictivas de diversos personajes de la época.

## Resumen
La historia comienza en el año de los cuatro emperadores, un peculiar año dónde el hasta entonces fuerte Imperio romano se hallaba dividido. Se perseguía a los cristianos, los bárbaros presionaban en las fronteras y los impuestos eran realmente pesados sobre la clase media. En el, se relatan las historias del destino de una mártir de Hispania, la tragedia de una cristiana en Oriente, la venganza de un ambicioso clérigo, la delicada misión de dos oficiales romanos o la gloria de un emperador que logró vencer a todos sus rivales.